# Daniel Ortega

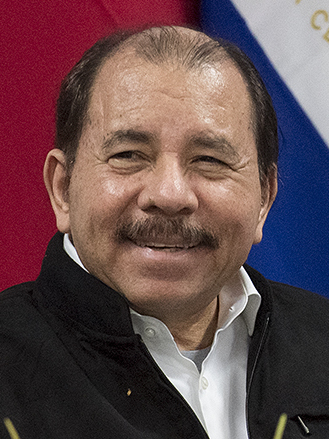
Daniel Ortega (2017)

José Daniel Ortega Saavedra (* 11. November 1945 in La Libertad, Chontales) ist ein nicaraguanischer Politiker. Er ist seit 2007 amtierender, inzwischen diktatorisch regierender Präsident Nicaraguas und Vorsitzender der Frente Sandinista de Liberación Nacional (FSLN).
1979 stürzten Ortega und andere FSLN-Mitglieder unter der militärischen Führung seines Bruders Humberto Diktator Anastasio Somoza Debayle; ab Juli 1979 regierte Ortega Nicaragua als Kopf einer Regierungsjunta (Junta de Gobierno de Reconstrucción Nacional). Von 1985 bis 1990 war Ortega gewählter Staatspräsident von Nicaragua. Nach Wahlniederlagen 1990, 1996 und 2001 wurde er am 5. November 2006 erneut gewählt und am 6. November 2011, am 7. November 2016 sowie am 7. November 2021 im Amt bestätigt.

## Leben

### Familiärer Hintergrund
Ortegas Vater war der Lehrer Daniel Simeón Ortega Cerda (* 1905 in Los Rincones, Masatepe; † 21. April 1975), seine Mutter die Grafikerin Lidia Albertina Saavedra Rivas (* 8. August 1908 in La Libertad, Chontales; † 2005). Sein Großvater väterlicherseits war der Lehrer Marco Antonio Ortega, der in den 1920er Jahren Mitglied der Konservativen Partei war und am Instituto Nacional de Oriente in Granada u. a. den späteren Staatspräsidenten bzw. Diktator Anastasio Somoza García unterrichtete.
1934 wurde Ortegas Vater aufgrund eines veröffentlichten Briefes, in dem er die Umstände der Ermordung Augusto César Sandinos und die Rolle Somozas kritisierte, von der Guardia Nacional de Nicaragua verhaftet und misshandelt. Er sollte angeblich erschossen werden, wurde jedoch auf Bitten von Verwandten, die Beziehungen zur Guardia Nacional besaßen, wieder entlassen. Er wurde in den 1950er Jahren Handelsvertreter für ausländische Unternehmen, vor allem deutsche Firmen.
Seit 1978 ist Daniel Ortega mit der Schriftstellerin und Politikerin Rosario Murillo zusammen, seit 2005 mit ihr verheiratet.

### Studium und Untergrund
Ortega studierte Rechtswissenschaften an der Universidad Centroamericana in Managua, brach das Studium jedoch 1963 ab, um sich der FSLN anzuschließen. Von 1967 bis 1974 war er inhaftiert und wurde anschließend nach Kuba ausgeflogen. 1976 kehrte er nach Nicaragua zurück und wurde einer der „Comandantes“ der FSLN.

### Mitglied der Regierungsjunta
Nach dem Sturz des nicaraguanischen Diktators Somoza durch die Nicaraguanische Revolution am 19. Juli 1979 wurde Ortega Mitglied der fünfköpfigen Regierungsjunta, zu der auch seine spätere Gegenspielerin Violeta Barrios de Chamorro gehörte. Die Sandinisten konnten sich in der Junta durchsetzen und verfolgten ein zunächst bei der Mehrheit der Bevölkerung populäres Reformprogramm, das auch international eine breite Sympathisantenbewegung für sich gewinnen konnte. Ziel war eine sozialistisch orientierte Gesellschaftsordnung mit enger Anlehnung an den Warschauer Pakt und Kuba.
Eine breit angelegte Bildungskampagne bei Erwachsenen führte zu einer deutlichen Senkung der Analphabetenrate, indigene und bäuerliche Kunst und Kultur wurden gepflegt. Schulen wurden im ganzen Land gegründet. Das Gesundheitswesen wurde ebenfalls weiterentwickelt; auch hier gelang es, auf dem Lande Krankenstationen zu etablieren, die erstmals ein wenigstens notdürftiges Hygieneprogramm verbreiteten.
Ein weiteres innenpolitisches Vorhaben war die Entwicklung der Frauenrechte. Dieses Programm knüpfte an den Bekanntheitsgrad von sandinistischen Heldinnen an. Im durch und durch machistischen Nicaragua war das ein bemerkenswerter Vorgang, der auch zum späteren Wahlerfolg Violeta Chamorros beitrug.
Bald kam es aber auch zu Racheakten durch Revolutionstruppen gegenüber Funktionären des Somoza-Regimes und nach grenzverletzenden Überfällen der indigenen Miskitos Ende 1981 zu teilweisen Räumungen von Siedlungen und Schnellverhaftungen von Miskitos; nach Vermittlungsgesprächen Amnesty Internationals wurde 1984 die Heimkehr wieder erlaubt. Amnesty International wies jedoch darauf hin, dass keine Fälle von systematischen Misshandlungen oder Folterungen Gefangener festgestellt worden seien.

### Erste Präsidentschaft
Nach einer Verfassungsreform wurde Ortega im November 1984 mit 63 % der Stimmen zum Präsidenten gewählt. Er trat sein Amt am 10. Januar 1985 an. Das Ergebnis der Wahlen wurde von den USA und anderen Staaten nicht anerkannt. Gegen die Regierung Ortegas bildete sich eine Opposition aus Anhängern Somozas. Diese wurden von den Vereinigten Staaten im Contra-Krieg unterstützt. Mit den aufkommenden Gerüchten um eine mögliche Invasion der USA in Nicaragua kam es innerhalb von linken und christlichen Gruppierungen international zu größeren Solidaritätsbekundungen.
Als Präsident des Revolutionsregimes erhielt Ortega in den Achtzigerjahren die Unterstützung des Ostblocks bzw. die der Sowjetunion.
Durch Vermittlung der zentralamerikanischen Staaten wurden 1989 die zweiten freien Wahlen vorbereitet. Außerdem wurde die Entwaffnung der Contra-Rebellen und sandinistischen Milizen bis zum 8. Dezember 1989 beschlossen.

### Oppositionsjahre
Die Präsidentschaftswahl im Februar 1990 verloren Ortega und die FSLN gegen Violeta de Chamorro und ein aus 14 Parteien bestehendes antisandinistisches Oppositionsbündnis, die „Unión Nacional Opositora“ („UNO“). Hauptausschlaggebend für die Niederlage der Sandinisten war wohl die durch den Bürgerkrieg und durch das US-Embargo entstandene wirtschaftliche Not sowie eine generell vorherrschende Kriegsmüdigkeit.
Im Mai 1998 wurde Ortega von seiner damals 30-jährigen Stieftochter Zoilamérica Narváez bezichtigt, sie seit 1978 mehrfach sexuell missbraucht und vergewaltigt zu haben. Als ein Strafgericht in Nicaragua das Verfahren eröffnete, bestritt die Verteidigung dessen Zulässigkeit, da Ortega als Abgeordneter Immunität genoss. Das Gericht setzte darauf das Verfahren bis zu deren Aufhebung durch den Kongress aus. Im Dezember 2000 verzichtete Ortega freiwillig auf seine parlamentarische Immunität und stellte sich den Vorwürfen. Diese konnten jedoch wegen Verjährung nicht mehr geklärt werden.
1996 und 2001 trat Ortega erfolglos als Präsidentschaftskandidat der FSLN an. Im Juli 2004 bat Ortega um Vergebung für Maßnahmen gegen die katholische Kirche in der sandinistischen Zeit. Daraufhin kam unter Vermittlung von Kardinal Miguel Obando Bravo die Versöhnung zwischen dem Politiker und der katholischen Kirche zustande und die Sandinisten unterstützten im Parlament den Gesetzesvorschlag der konservativ-liberalen Regierung zum totalen Verbot von Schwangerschaftsabbrüchen, was innerparteilich umstritten war.

### Zweite Präsidentschaft
Bei den Präsidentschaftswahlen 2006 gewann Ortega im ersten Wahlgang mit 38 % der Stimmen die erforderliche Mehrheit, um zum Präsidenten gewählt zu werden. Der Kandidatur Ortegas waren heftige innerparteiliche Kämpfe vorausgegangen, die zur Gründung des Movimiento de Renovación Sandinista durch Herty Lewites führten. Dass Ortega trotz dieser Konflikte im ersten Wahlgang die erforderliche Mehrheit erreichte, ist unter anderem auf die Spaltung des konservativen Lagers in Nicaragua zurückzuführen. Ferner war vor der Wahl das Wahlrecht insofern geändert worden, dass bereits eine relative Mehrheit von mehr als 35 Prozent im ersten Wahlgang genügte, um ins Präsidentenamt zu gelangen.
Damals empörten sich internationale Wahlbeobachter über die offensichtlichen Betrügereien in der Hauptstadt Managua und wichtigen kleineren Städten. Für rund zwei Wochen herrschte in Nicaragua Ausnahmezustand. Wütende Demonstranten lieferten sich Straßenschlachten mit der Polizei.

### Dritte Präsidentschaft
Laut Verfassung hätte Ortega 2011 nicht mehr erneut zur Präsidentenwahl antreten dürfen, doch aufgrund einer umstrittenen Gerichtsentscheidung wurde seine Kandidatur trotzdem zugelassen. Mit 62,6 % der Stimmen gewann er die Wahl, wobei Beobachter jedoch erneut Unregelmäßigkeiten beanstandeten. Anfang 2014 wurde auf seine Veranlassung das Verbot der Wiederwahl aufgehoben.
Nachdem Ortega bereits 2010 nach dem Ship-to-Gaza-Zwischenfall auf dem Schiff Mavi Marmara die diplomatischen Beziehungen mit Israel abgebrochen hatte, forderte er anlässlich eines Staatsbesuchs des iranischen Präsidenten Mahmud Ahmadinedschad Anfang 2012, dass Israel als Mittel zur Befriedung des Nahen Ostens seine Atombewaffnung abschaffen und zerstören solle.

### Vierte Präsidentschaft
In Vorbereitung auf die Präsidentschaftswahl 2016 ließ Ortega vom Obersten Gericht den Vorsitzenden der stärksten Oppositionspartei, des Partido Liberal Independiente (PLI), Luis Roberto Callejas, absetzen und den Obersten Wahlrat fast ausschließlich mit seinen Gefolgsleuten besetzen. Ortegas Herrschaft nahm diktatorische Züge an. In Nicaragua hieß es, der „Ortegismus“ habe den Sandinismus abgelöst. Seine Stieftochter erneuerte nach langen Jahren des Schweigens die Missbrauchsvorwürfe in einem am 5. November veröffentlichten Interview. Ortegas Frau Rosario Murillo nahm ihn vor den Vergewaltigungsvorwürfen ihrer Tochter in Schutz.
Die Wahl fand am 6. November 2016 statt. Laut Presseberichten wurde Ortega am 7. November vom obersten Wahlrat zum Sieger der Präsidentenwahl ernannt, nachdem er offiziellen Angaben zufolge noch vor der endgültigen Auszählung 72,5 Prozent der Stimmen erreicht hatte (gefolgt von dem liberalen Kandidaten Maximino Rodríguez vom Partido Liberal Constitucionalista). Vizepräsidentin wurde Ortegas Ehefrau Rosario Murillo. Ferner besetzten alle sieben gemeinsamen Kinder des Paares in Nicaragua wichtige Positionen in Politik, Wirtschaft und Medien. Am 10. Januar 2017 wurde Ortega bei einer Massenkundgebung auf der Plaza de la Revolución in Managua zum vierten Mal als Staatschef vereidigt.

#### Niederschlagung der Proteste gegen die Regierung Ortega im Jahr 2018
Im April 2018 beschloss Ortega, die Sozialversicherung durch eine fünfprozentige Kürzung der Renten zu entlasten, was umgehend Demonstrationen in praktisch allen Städten des Landes auslöste. Die Polizei benutzte bei der Unterdrückung der Proteste scharfe Munition. Auch die Studenten der für eine Domäne der FSLN gehaltenen staatlichen Hochschulen wandten sich gegen die Regierung. Der „Volks-Präsident“ wollte daraufhin (ausschließlich) mit den Unternehmern des Landes verhandeln, was diese aufgrund der Repression ablehnten. Zunehmend kam es auch zu Demonstrationen gegen die korrupte Familie des Präsidenten. Unabhängigen Fernsehsendern erteilte das Regime während der Unruhen ein Sendeverbot. Die Demonstrationen hielten wochenlang an, Hunderttausende gingen am 30. Mai in verschiedenen Städten auf die Straßen und erstmals nahm Ortega deren Anliegen überhaupt in den Mund, als er seinen Rücktritt ausschloss. Amnesty International klagte die Regierung an, eine Strategie des „Shoot to kill“ anzuwenden, also die Toten bewusst in Kauf zu nehmen.
Bis Mitte Juni war die Anzahl der Toten auf 180 gestiegen. Die Bischofskonferenz hatte vorgezogene Neuwahlen als Lösung für die Krise vorgeschlagen und teilte mit, die Regierung sei „überraschend“ auf ihren Vorschlag einer unabhängigen Untersuchung zur Ermittlung der Verantwortlichen der Gewaltakte eingegangen. Die Bischöfe brachen die Gespräche jedoch ab, weil Ortega die wichtige Zusage der Einladung internationaler Organisationen nicht eingehalten hatte, wofür Außenminister Denis Moncada „bürokratische“ Gründe anführte. Als nach Angaben der OAS bereits 250 Menschen getötet worden waren, rief UNO-Generalsekretär Guterres am 11. Juli das erste Mal und eine Woche danach erneut zum Ende der Gewalt auf. Die „Verschwundenen“ waren in diesen Opferzahlen nicht eingerechnet, womit die Zahl der Getöteten plausibel auch mit rund 400 geschätzt wurde. Das Regime beschloss im Eilverfahren ein neues Gesetz, mit welchem gemäß der Protestnote des UN-Hochkommissariats für Menschenrechte (UNHCHR) auch „friedlicher Protest als Terrorismus bestraft“ werden kann.

#### Festnahmen von politischen Gegnern im Sommer 2021
Im Sommer 2021 nahmen die Polizei und Ortegas paramilitärische Gruppen auf dessen Befehl etwa 30 Anführer der Opposition (unter ihnen sieben Präsidentschaftskandidaten sowie Politiker aller politischen Richtungen, darunter auch Dora Maria Tellez) fest und praktisch in politische Geiselhaft.

### Fünfte Präsidentschaft
Nachdem Ortega in einer umstrittenen Wahl im November 2021 erneut im Amt bestätigt worden war, wurde er am 10. Januar 2022 auf eine fünfte Präsidentschaft vereidigt. Zuvor hatten die USA und die EU weitere Sanktionen gegen Unterstützer Ortegas angekündigt. Ortega setzte die Repression fort. Im März 2022 ließ er Cristiana Chamorro, die Tochter von Violeta und Pedro Chamorro, zu einer achtjährigen Haftstrafe verurteilen. Sie hatte es gewagt, bei der Präsidentschaftswahl im November 2021 gegen ihn zu kandidieren.
Unter Ortega stellte sich Nicaragua bezüglich der russischen Invasion in die Ukraine 2022 auf die Seite von Russland. Ortega erklärte, dass sich „Russland verteidigt“. Im Sommer unterzeichnete er ein Dekret, das es Russland gestattet, noch mehr Truppen in das lateinamerikanische Land zu schicken. Zusammen mit u. a. Belarus, Nordkorea und Syrien stimmte Nicaragua bei zwei Abstimmungen im Herbst 2022 sowie im Februar 2023 bei den Vereinten Nationen gegen die Verurteilung Russlands wegen der völkerrechtswidrigen Annexionen in der Ukraine.
Im Jahr 2022 ging die Regierung von Präsident Daniel Ortega gegen Opposition, regierungskritische Medien, zivilgesellschaftliche Gruppen und die katholische Kirche vor, indem die Behörden zahlreiche kirchliche und private Radio- und Fernsehsender schlossen und Hunderten Nichtregierungsorganisationen die Zulassung entzogen. Ortegas Regierung verbot im August 2024 1.500 Nichtregierungsorganisationen (NGOs) auf einmal. Insgesamt wurden damit seit 2018 bereits mehr als 5.000 Organisationen verboten, darunter neben NGOs auch Medien und private Universitäten. Von den Verboten waren insbesondere auch religiöse Organisationen betroffen. Auch wurden weitere Geistliche der katholischen Kirche des Landes verwiesen.
Ortega war Anfang 2023 geistig und körperlich sichtbar beeinträchtigt. Im Februar 2023 erklärte er in einem offiziellen Akt, dass seine Frau Rosario Murillo „Ko-Präsidentin der Republik“ sei, und befahl dem Vorsitzenden der Nationalversammlung, „einige Reformen an der politischen Verfassung vorzunehmen“, um das Prinzip der Ko-Präsidentschaft zu etablieren. Die Regierung Nicaraguas ging weiter gegen die katholische Kirche vor. So wurden, nachdem sich Franziskus kritisch über die Regierung geäußert hatte, die Botschaft des Heiligen Stuhls in Managua geschlossen, die Caritas verboten und zahlreiche Priester verhaftet und ausgebürgert. In der Karwoche 2023 verbot das Regime dann jegliche Osterprozessionen. Nach der Meinung des Vorsitzenden der Internationalen Gesellschaft für Menschenrechte, Edgar Lamm, seien damit „Meinungs- und Religionsfreiheit […] praktisch nicht mehr vorhanden“.
Im Dezember 2024 stellte der argentinische Bundesrichter Ariel Lijo unter Verweis auf das Weltrechtsprinzip einen internationalen Haftbefehl gegen Ortega und seine Frau Murillo aus. Damit gab Lijo einem im August 2022 eingereichten Antrag einer argentinischen Professorengruppe, die Ortega und Murillo der Verbrechen gegen die Menschlichkeit beschuldigte, statt.

## Ehrungen
Im Vorfeld seines 70. Geburtstages wurde er im Oktober 2015 mit dem russischen Orden der Freundschaft ausgezeichnet.